# Les Mondes parallèles
Pour plus de détails, voir Fiche technique et Distribution.
Les Mondes parallèles (あした世界が終わるとしても, Ashita sekai ga owaru to shite mo) est un film japonais d'animation de science-fiction réalisé par Yūhei Sakuragi, sorti en 2019.

## Synopsis
À Tokyo, dans un Japon ou les morts subites se multiplient, Shin, un garçon solitaire ayant perdu ses parents rencontre Jin qui lui ressemble en tout point, tel un jumeau. Ce dernier lui révèle l'existence de mondes parallèles — créés à la suite d'expériences durant la Guerre du Pacifique — lui-même provenant de l'un d'entre eux. Il est là-bas le double de Shin. Mais dans l'univers de Jin, une maléfique princesse impose sa dictature sur la Principauté du Japon en proie à des guerres civiles. Il se trouve aussi que si une personne meurt de cause non-naturelle dans un monde, son double disparaît automatiquement dans l'autre. Le salut des gens de ce monde parallèle dépend de Jin, qui doit pour cela retrouver dans cet univers le double de la méchante princesse, une personne morte de manière non-naturelle dans un univers causant le décès de son double. Peu à peu, la description qu'en fait Jin bouleverse Shin qui croit reconnaître son amie d'enfance, Kotori.

## Fiche technique
- Titre français : Les Mondes parallèles
- Titre original : あした世界が終わるとしても (Ashita sekai ga owaru to shite mo?)
- Titre international : The Relative Worlds
- Réalisation : Yūhei Sakuragi
- Scénario : Yūhei Sakuragi
- Montage : Tsuyoshi Imai (ja)
- Musique : Hidehiro Kawai
- Producteur : Shion Komatsu
- Société de production : Craftar Studios
- Sociétés de distribution : Eurozoom et Shōchiku
- Pays d'origine :  Japon
- Langue originale : japonais
- Format : couleurs - 35 mm - 1,78:1
- Genre : animation
- Durée : 93 minutes[1]
- Dates de sortie :
  - Japon : 25 janvier 2019[2]
  - France : 10 juin 2019 (Festival international du film d'animation d'Annecy 2019)[1]

## Distribution
- Yūki Kaji (VF : Benjamin Bollen) : Shin Hazama/Jin Hazama
- Maaya Uchida (VF : Léopoldine Serre) : Kotori Izumi/Kotoko Izumi
- Aoi Yūki (VF : Clara Quilichini) : Miko
- Inori Minase (VF : Karl-Line Heller) : Riko
- Kenjiro Tsuda (VF : Lucas Fanchon) : Genji Hazama (le père de Shin)
- Toshiyuki Morikawa (VF : Rémi Barbier) : Shū Izumi (le père de Kotori)

Version française (VF) d'après le carton de doublage

## Distinction

### Sélection
- Festival international du film d'animation d'Annecy 2019 : sélection en compétition[1]